# Colanul simplu (Tezaurul de la Pietroasa)
Colanul simplu este un obiect component al Tezaurului de la Pietroasa, care este datat în secolul al IV-lea e.n. și a fost descoperit în anul 1837 în județul Buzău, comuna Pietroasele, Dealul Istrița,  de către doi pietrari Ion Lemnaru și Stan Avram. Are un diametru de 17 cm, fiind realizat dintr-o bară masivă cu un diametru de 5 mm, care are prevăzut un cârlig și un ochi în vederea închiderii. Ochiul a fost făcut prin curbarea și aplatizarea extremității și cârligul prin îndoirea capătului celălalt al barei. Elementele de comparație pentru un astfel de sistem de închidere, au fost regăsite în numeroase descoperiri arheologice de acest fel de obiecte de podoabă din regiunile nord-pontice și dunărene, datate în secolul al treilea și al patrulea din era noastră.
În afara lumii romane din Europa, acest tip de podoabă avea rădăcini străvechi. Colane de acest fel s-au descoperit încă din epoca bronzului în toate teritoriile începând din stepele nordice ale Pontului Euxin și până la Oceanul Atlantic. Au fost purtate de celți, sciți și popoarele germanice, ele fiind lucrate fie din aur, fie din argint sau bronz, cu fel și fel de decorații. Grecii și romanii nu aveau o așa tradiție a portului. Intrând în contact cu celții prin războaiele pe care le-au purtat, romanii au fost impresionați plăcut de colanele răsucite pe care aceștia le purtau în jurul gâtului. Ei le-au denumit torques. De aceea, romanii le-au preluat de la celți și le-au folosit cu predilecție ca recompense militare.

## Origini
După cum a rezultat din interogatoriile ce au fost luate în anul 1838 celor care au descoperit tezaurul de la Pietroasa, a reieșit că aceștia au găsit un număr de 22 de obiecte, vase de aur, bijuterii și două inele cu inscripții. Când au fost descoperite, obiectele erau învelite într-o masă neagră de origine necunoscută, probabil un material organic ca pielea sau cârpa cu care au fost acoperite înainte de a fi îngropate. Din cele 22 de piese s-au recuperat doar 12 obiecte. Dintre toate, doar cinci au fost lucrate doar din aur: cana sau ibricul (oenochoe), platoul sau talerul cel mare, frânt în patru, patera sau sinia, cea cu decor în relief cu o statuetă ce ține un pahar în mâini, colanul cu inscripție cu rune gotice și colanul simplu. Celelalte șapte piese: patru fibule, două vase poligonale și un colan, au fost împodobite cu pietre prețioase. Se presupune că cele zece obiecte pierdute au fost patru colane din care două cu pietre prețioase, unul cu inscripție, o fibulă mică presupusă a fi pereche cu cea care s-a păstrat,  o cană similară cu cana oenochoe, o pateră simplă nedecorată și două brățări cu pietre prețioase.
Cele 12 obiecte care au putut fi recuperate, au fost furate în anul 1875 de Dumitru Pantazescu-Popescu din Muzeul de Antichități din București. Ca urmare, colanul cu inscripție a fost tăiat cel puțin în patru bucăți de către argintarul Costache Constantinescu din București, caracterele runice înscrise fiind deteriorate până la a fi indescifrabile. Din fericire, Societatea Arundel a făcut la Londra, cu ceva vreme înaintea furtului, fotografii detaliate ale colanului, astfel încât astăzi, caracterele au putut fi reconstituite cu un grad relativ de exactitate.
Prin faptul că întreagul tezaur prezintă o calitate superioară a meșteșugului cu care au fost realizate obiectele care-l formează, cercetătorii sunt sceptici că acesta ar fi fost confecționat de populația indigenă. În anul 1879 când se înregistra una dintre primele lucrări privitoare la tezaur, Taylor  a speculat ideea că obiectele ar fi o parte din câstigurile pe care goții le-au obținut ca urmare a incursiunilor pe care le făceau în provinciile romane Moesia și Tracia (perioada 238 - 251). Există și o altă teză timpurie pe care a propus-o Alexandru Odobescu în anul 1889, teorie pe care a preluat-o și Constantin C. Giurescu în anul 1976. Aceasta l-a identificat pe Athanaric, regele vizigoților ca proprietar de drept al tezaurului, fiind presupusă dobândirea lui în conflictul pe care Athanaric l-a avut în anul 369 cu Împăratul roman Valens. Catalogul Goldhelm din anul 1994, a adus ipoteza că obiectele componente ale tezaurului ar fi putut fi și cadouri pe care unii conducători germanici le-ar fi primit de la liderii romani.